# Shangjiang (socken i Kina, Guangxi, lat 23,03, long 108,54)
Shangjiang (kinesiska: 上江, 上江乡) är en socken i Kina. Den ligger i den autonoma regionen Guangxi, i den södra delen av landet, omkring 33 kilometer nordost om regionhuvudstaden Nanning.
Genomsnittlig årsnederbörd är 2 017 millimeter. Den regnigaste månaden är juli, med i genomsnitt 394 mm nederbörd, och den torraste är januari, med 36 mm nederbörd.